# Corcelles (Berno)
Corcelles – gmina (niem. Einwohnergemeinde) w północno-zachodniej Szwajcarii, w kantonie Berno, w regionie administracyjnym Berner Jura, w okręgu Berner Jura. 31 grudnia 2020 roku liczyła 201 mieszkańców. Leży nad rzeką Gabiare.

## Demografia
Według danych z 2000 r. 84,4% mieszkańców gminy była francuskojęzyczna, a 15,1% niemieckojęzyczna. Na dzień 31 grudnia 2020 obcokrajowcy stanowili 2,5% ogółu mieszkańców.